# Natação nos Jogos Pan-Americanos de 2023 - 100 m costas masculino
A competição de 100 m costas masculino da natação nos Jogos Pan-Americanos de 2023 foi disputada em 23 de outubro no Centro Acuático Estadio Nacional, em Santiago, no Chile. No total, competiram 26 atletas de 19 Comitês Olímpicos Nacionais (CON).

## Calendário
Horário local (UTC-4).
| Data          | Horário | Fase          |
| ------------- | ------- | ------------- |
| 23 de outubro | 09:53   | Eliminatórias |
| 23 de outubro | 17:08   | Final B       |
| 23 de outubro | 17:15   | Final A       |

## Medalhistas
| Ouro   | USA Adam Chaney    |
| Prata  | ARG Ulises Saravia |
| Bronze | CAN Blake Tierney  |

## Recordes
Antes desta competição, os recordes mundiais e dos Jogos Pan-Americanos da prova eram os seguintes:
| Tipo                             | Atleta              | Tempo | Local     | Data                |
| -------------------------------- | ------------------- | ----- | --------- | ------------------- |
|                                  | ITA Thomas Ceccon   | 51s60 | Budapeste | 20 de junho de 2022 |
| Recorde dos Jogos Pan-Americanos | BRA Guilherme Guido | 53s12 | Toronto   | 18 de julho de 2015 |

## Resultados

### Eliminatórias
Qualificação: Os oito mais rápidos (QA) qualificam-se para a final A e os próximos oito mais rápidos (QB) qualificam-se para a final B.
As eliminatórias foram realizadas em 23 de outubro.
| Pos. | Bateria | Raia | Atleta               | Nacionalidade                       | Tempo   | Notas |
| ---- | ------- | ---- | -------------------- | ----------------------------------- | ------- | ----- |
| 1    | 3       | 5    | Blake Tierney        | CAN Canadá                          | 54.68   | QA    |
| 2    | 4       | 4    | Adam Chaney          | USA Estados Unidos                  | 54.71   | QA    |
| 3    | 2       | 5    | Guilherme Basseto    | BRA Brasil                          | 54.75   | QA    |
| 4    | 3       | 4    | Christopher O'Connor | USA Estados Unidos                  | 54.96   | QA    |
| 5    | 4       | 5    | Ulises Saravia       | ARG Argentina                       | 55.07   | QA    |
| 6    | 4       | 3    | Gabriel Fantoni      | BRA Brasil                          | 55.21   | QA    |
| 7    | 4       | 6    | Omar Pinzón          | COL Colômbia                        | 55.29   | QA    |
| 8    | 3       | 3    | Yeziel Morales       | PUR Porto Rico                      | 55.90   | QA    |
| 9    | 2       | 6    | Jack Kirby           | BAR Barbados                        | 56.11   | QB    |
| 10   | 4       | 2    | Anthony Rincón       | COL Colômbia                        | 56.22   | QB    |
| 11   | 3       | 7    | Andy Xianyang        | MEX México                          | 56.31   | QB    |
| 12   | 2       | 1    | Patrick Groters      | ARU Aruba                           | 56.36   | QB    |
| =13  | 3       | 6    | Diego Camacho        | MEX México                          | 56.39   | QB    |
| =13  | 2       | 3    | Lamar Taylor         | BAH Bahamas                         | 56.39   | WD    |
| 15   | 3       | 2    | Charles Hockin       | PAR Paraguai                        | 56.71   | QB    |
| 16   | 2       | 2    | Maximillian Wilson   | ISV Ilhas Virgens Americanas        | 56.74   | QB    |
| 17   | 4       | 7    | Agustín Hernández    | ARG Argentina                       | 56.78   | QB    |
| 18   | 2       | 7    | Jack Harvey          | BER Bermudas                        | 57.04   |       |
| 19   | 4       | 1    | Guido Montero        | CRC Costa Rica                      | 58.22   |       |
| 20   | 3       | 8    | Edhy Vargas          | CHI Chile                           | 58.30   |       |
| 21   | 4       | 8    | Zarek Wilson         | TTO Trinidad e Tobago               | 58.37   |       |
| 22   | 3       | 1    | Max Ahumada          | CHI Chile                           | 58.86   |       |
| 23   | 1       | 5    | Miguel Turcios       | EAI Equipe de Atletas Independentes | 1:00.03 |       |
| 24   | 1       | 4    | Zackary Gresham      | GRN Granada                         | 1:00.42 |       |
| –    | 2       | 4    | Javier Acevedo       | CAN Canadá                          | DNS     |       |
| –    | 1       | 3    | Noah Mascoll-Gomes   | ANT Antígua e Barbuda               | DNS     |       |

### Final B
A final B foi realizada em 23 de outubro.
| Pos. | Raia | Atleta             | Nacionalidade                | Tempo | Notas |
| ---- | ---- | ------------------ | ---------------------------- | ----- | ----- |
| 9    | 6    | Patrick Groters    | ARU Aruba                    | 55.96 |       |
| 10   | 4    | Jack Kirby         | BAR Barbados                 | 56.12 |       |
| 11   | 2    | Diego Camacho      | MEX México                   | 56.30 |       |
| 12   | 3    | Andy Xianyang      | MEX México                   | 56.50 |       |
| 13   | 8    | Agustín Hernández  | ARG Argentina                | 56.53 |       |
| 14   | 5    | Anthony Rincón     | COL Colômbia                 | 56.70 |       |
| 15   | 1    | Maximillian Wilson | ISV Ilhas Virgens Americanas | 57.14 |       |
| 16   | 7    | Charles Hockin     | PAR Paraguai                 | 57.55 |       |

### Final A
A final A foi realizada em 23 de outubro.
| Pos. | Raia | Atleta               | Nacionalidade      | Tempo | Notas |
| ---- | ---- | -------------------- | ------------------ | ----- | ----- |
| 01 ! | 5    | Adam Chaney          | USA Estados Unidos | 54.20 |       |
| 02 ! | 2    | Ulises Saravia       | ARG Argentina      | 54.23 |       |
| 03 ! | 4    | Blake Tierney        | CAN Canadá         | 54.25 |       |
| 4    | 3    | Guilherme Basseto    | BRA Brasil         | 54.40 |       |
| 5    | 6    | Christopher O'Connor | USA Estados Unidos | 54.61 |       |
| 6    | 7    | Gabriel Fantoni      | BRA Brasil         | 54.82 |       |
| 7    | 1    | Omar Pinzón          | COL Colômbia       | 55.16 |       |
| 8    | 8    | Yeziel Morales       | PUR Porto Rico     | 56.38 |       |

Legenda
| Recorde mundial                  | Recorde mundial (World record)               |                       | Recorde africano                      | Recorde africano (African) |                                           | Q | Classificado por posição (Qualified) |
| Recorde dos Jogos Pan-Americanos | Recorde pan-americano (Pan-American record)  | Recorde da América    | Recorde da América (Americas)         | q                          | Classificado por melhor tempo (Qualified) |   |                                      |
| Melhor marca do ano              | Melhor marca do ano (World leading)          | Recorde asiático      | Recorde asiático (Asian)              | DNS                        | Não largou (Did not start)                |   |                                      |
| Recorde nacional                 | Recorde nacional (National record)           | Recorde europeu       | Recorde europeu (European)            | DNF                        | Não terminou (Did not finish)             |   |                                      |
| Recorde pessoal                  | Recorde pessoal do atleta (Personal best)    | Recorde da Oceania    | Recorde da Oceania (Oceania)          | DSQ / DQ                   | Desclassificado (Disqualified)            |   |                                      |
| Recorde da temporada             | Recorde da temporada do atleta (Season best) | Recorde sul-americano | Recorde sul-americano (South America) | NM                         | Sem marca (No mark)                       |   |                                      |